# Altered book
Altered books er et engelsk/amerikansk udtryk for en kunstnerisk bearbejdet bog, der ikke endnu har noget dansk ord. Det er billedkunsteriske værker skabt med udgangspunkt i eksisterende bøger, som er bearbejdet med forskellige blandforms/mixed media-teknikker.
Det er helt enkelt: man tager en bog og river, skærer, folder, limer, maler, stempler, tilføjer collager, etc. Bogen får måske også en ny indbinding. 